# Port Nolloth
Port Nolloth is een stadje en zeehaven gelegen in de gemeente Richtersveld in Namakwaland in de Zuid-Afrikaanse provincie Noord-Kaap. Het ligt 144 km noordwestelijk van Springbok en 80km ten zuiden van de monding van de Oranjerivier in de Atlantische Oceaan aan de ruwe kust van Namakwaland. Port Nolloth is zetel van de gemeente Richtersveld. Het gebied kent door de koude Benguela golfstroom een gematigd klimaat en heeft maar een beperkte neerslag 50 mm per jaar.

## Geschiedenis
De locatie waar nu Port Nolloth is gelegen werd voor het eerst opgetekend in 1487 door de Portugees Bartolomeu Dias tijdens zijn epische reis rond Kaap de Goede Hoop. Het was laatste kust die hij zag voordat een sterke storm zijn schip uit koers blies. Hij verbleef vervolgens 13 dagen op de oceaan.
Het land rondom de baai bleef praktisch onbewoond tot de ontdekking in 1852 van kopererts in Okiep door James Alexander. Het bestuur van de Kaapkolonie gaf onmiddellijk opdracht voor een onderzoek van de kustlijn om een geschikte haven te vinden van waaruit het kopererts kon worden verscheept. In 1854 onderzocht M.S. Nolloth, commandeur van de HMS Frolic, het gebied. Hij koos de plaats uit als toekomstige haven op basis van zijn beschermde ligging. Het plaatsje is vervolgens in 1855 gesticht en heeft in 1857 een gemeentelijke status verkregen. Oorspronkelijk verliep het transport van de kopermijnen naar de haven met behulp van ossenwagens maar die zijn later vervangen door een smalspoorlijn. In 1919 liep de economische activiteit van het stadje terug toen de kopermijnen werden gesloten. Doordat de vervoerde volumes later weer toenamen, de toegang naar de haven moeilijk was en de haven maar een beperkte diepgang had werd in 1927 de verscheping van het kopererts verplaatst naar de haven van Bitterfontein. De ontdekking in 1926 van spoeldiamanten langs de kust heeft weer nieuw leven geblazen in de lokale economie van het stadje.

## Lokale economie
Sinds de jaren 1970 zijn de zeevaart activiteiten beperkt tot visserij, diamantzoekers en toerisme met kleine bootjes. Vandaag de dag is het stadje een sluimerig commercieel centrum met een aantal vakantiehuizen en een camping in de nabij gelegen McDougallsbaai. Het is een gewild vakantieoord om de binnenlanden van Namakwaland te bezoeken. Tevens dient het als toegangspoort tot het Nationaal park Richtersveld, wat circa 160 km naar het noorden is gelegen langs de Oranjerivier.

## Bronnen

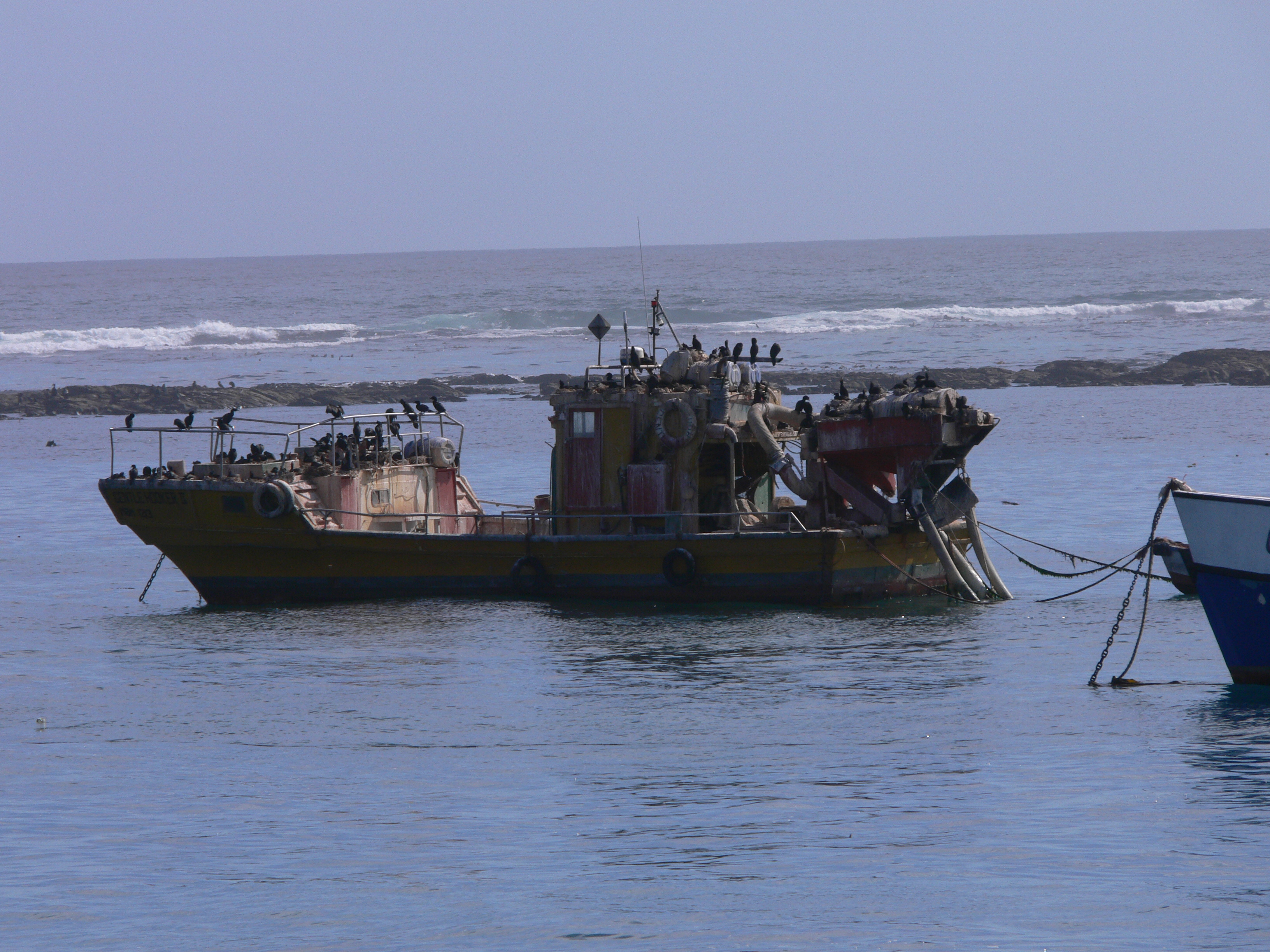
Scheepswrak op de kust van Port Nolloth
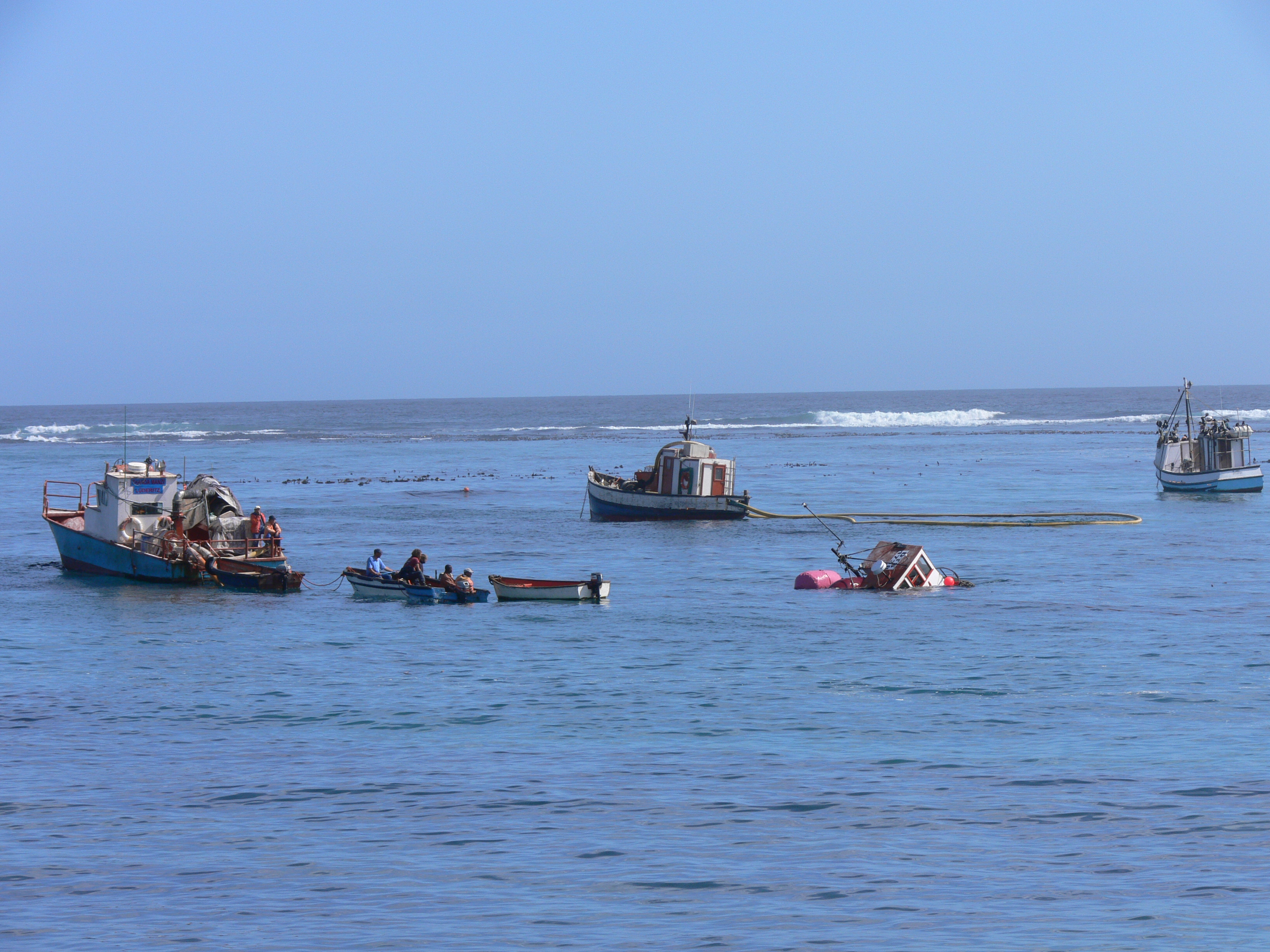
Vissersboten en diamantzoekers in de haven van Port Nolloth
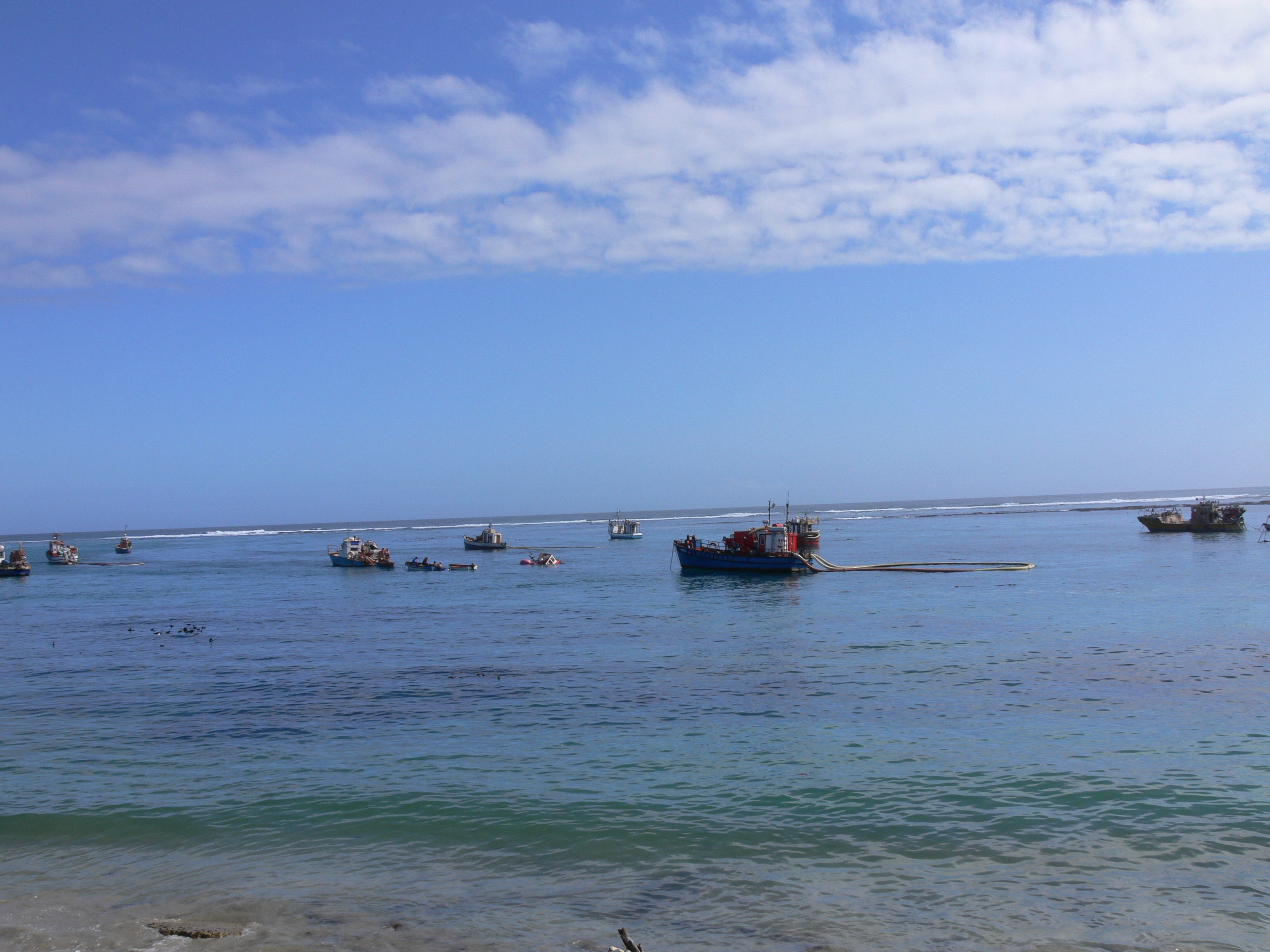